# Поведенческая нейрология
Поведенческая нейрология, также известная как биологическая психология, биопсихология или психобиология, — часть широкой междисциплинарной области нейронауки, основное внимание в которой уделяется биологическим и нейронным субстратам, лежащим в  основе поведения и психологии.  Возникла на основе более ранней области, известной как физиологическая психология; применяет принципы биологии для изучения физиологических, генетических и эволюционных механизмов поведения у людей и других животных. Поведенческие нейробиологи изучают биологические основы поведения посредством исследований, которые включают нейроанатомические субстраты, экологические и генетические факторы, эффекты повреждений (Lesion) и электрической стимуляции, процессы развития, регистрацию электрической активности, нейротрансмиттеры, гормональные влияния, химические компоненты и эффекты лекарственных препаратов. Важные темы  нейробиологических исследований поведения включают обучение и память, сенсорные процессы, мотивацию и эмоции, а также генетические и молекулярные субстраты, касающиеся биологических основ поведения. Подразделы поведенческой нейронауки включают область когнитивной нейронауки, которая уделяет особое внимание биологическим процессам, лежащим в основе человеческого познания. Поведенческая и когнитивная нейронаука занимаются нейронными и биологическими основами психологии, уделяя особое внимание либо познанию, либо поведению в зависимости от области.

## История
Поведенческая нейронаука как научная дисциплина возникла из множества научных и философских традиций в XVIII и XIX веках. Рене Декарт предложил физические модели для объяснения поведения как животных, так и человека. Декарт предположил, что эпифиз — непарная срединная структура в мозге многих организмов — является точкой контакта между разумом и телом. Декарт также разработал теорию, согласно которой пневматика телесных жидкостей могла бы объяснить рефлексы и другое двигательное поведение. Эта теория была навеяна движущимися статуями в саду в Париже.
Другие философы также способствовали зарождению психологии. В одном из самых ранних учебников в этой новой области, «Принципы психологии» Уильяма Джеймса, утверждается, что научное изучение психологии должно основываться на понимании биологии.

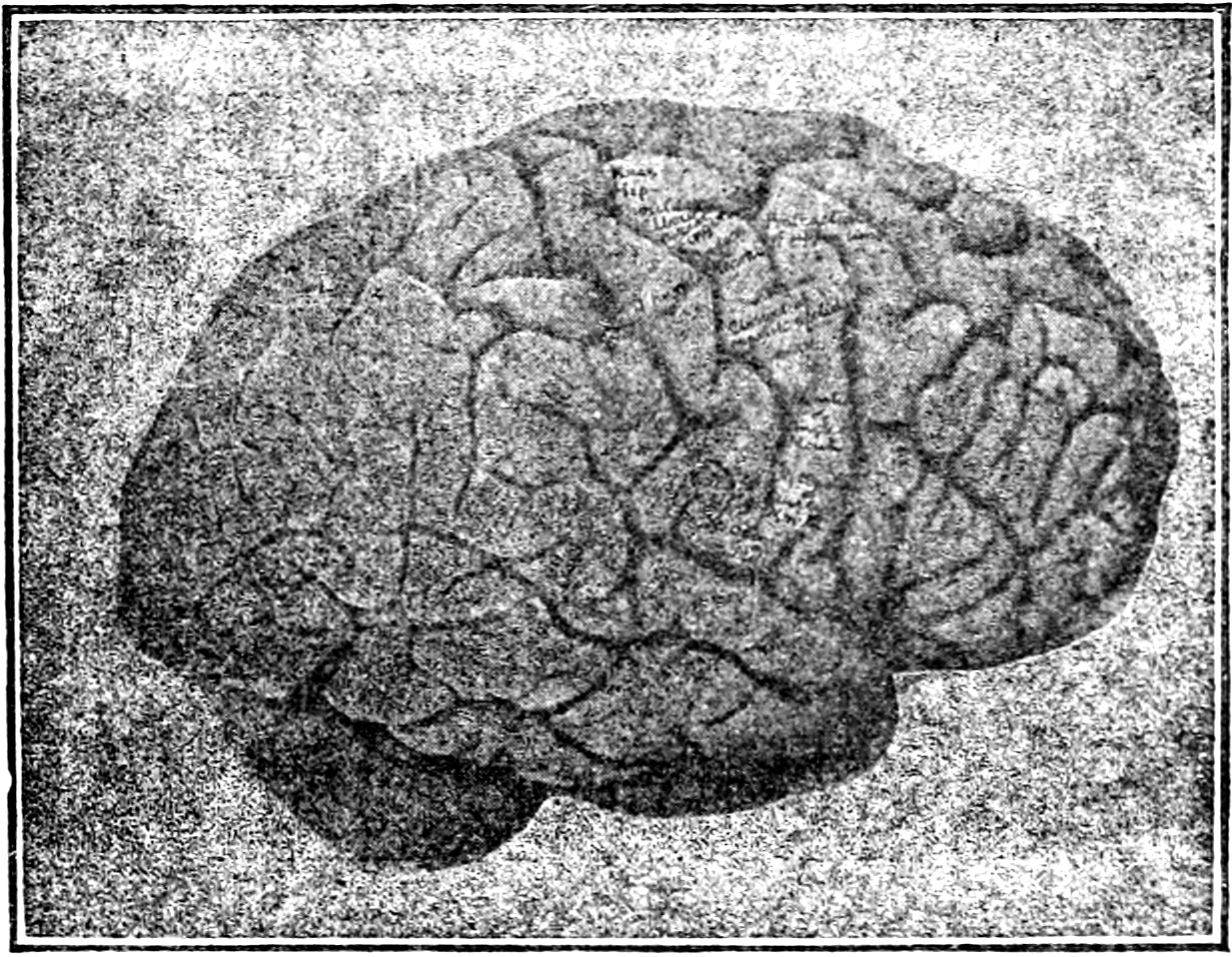
Изображение мозга 1907 года.

Возникновение психологии и поведенческой нейронауки как полноправных наук можно проследить с момента возникновения физиологии из анатомии, в частности нейроанатомии. Физиологи проводили эксперименты на живых организмах, что не вызывало доверия у ведущих анатомов XVIII и XIX веков. Влиятельные работы Клода Бернара, Чарльза Белла и Уильяма Харви помогли убедить научное сообщество в том, что надежные данные могут быть получены на живых организмах.
Поведенческая нейронаука начала формироваться еще в античности в виде проблемой разума и тела. Существуют две основные школы, которые пытаются разрешить проблему разума и тела: монизм и дуализм. Платон и Аристотель также принимали участие в этом споре. Платон считал, что мозг является местом, где происходят все мыслительные процессы. Аристотель, напротив, считал, что мозг служит для охлаждения эмоций, исходящих от сердца.

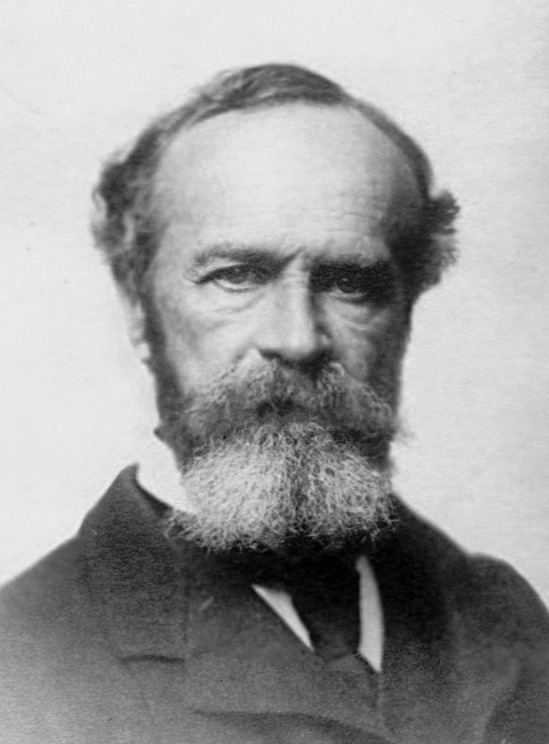
Уильям Джеймс

Нейробиология считается относительно новой дисциплиной: первая конференция Общества нейронауки состоялась в 1971 году. Встреча была проведена с целью объединения различных направлений, занимающихся изучением нервной системы (например, нейроанатомии, нейрохимии, физиологической психологии, (Physiological psychology) нейроэндокринологии(Neuroendocrinology) клинической неврологии, нейрофизиологии, нейрофармакологии и т. д.), путем создания одного междисциплинарного направления. В 1983 году Журнал сравнительной и физиологической психологии, издаваемый Американской психологической ассоциацией, был разделен на два отдельных журнала: Behavioral Neuroscience и Journal of Comparative Psychology. Современные исследования в области поведенческой нейронауки изучают все биологические переменные, которые действуют через нервную систему и связаны с поведением.

## Связь с другими областями психологии и биологии
Во многих случаях люди могут выступать в качестве подопытных в экспериментах по поведенческой нейронауке; однако большая часть экспериментальной литературы  основано на исследованиях животных, чаще всего крыс, мышей и обезьян. В результате важнейшим предположением в поведенческой нейронауке является то, что организмы имеют достаточно биологических и поведенческих сходств, чтобы можно было делать экстраполяции между видами. Это тесно связывает поведенческую нейронауку со сравнительной психологией, этологией, эволюционной биологией и нейробиологией. Поведенческая нейронаука также имеет парадигматическое и методологическое сходство с нейропсихологией, которая в значительной степени опирается на изучение поведения людей с дисфункцией нервной системы (т. е. на неэкспериментальную биологическую манипуляцию). Синонимы поведенческой нейронауки включают биопсихологию, биологическую психологию и психобиологию.
Физиологическая психология — это подраздел поведенческой нейронауки с более узким определением.

## Тематические области

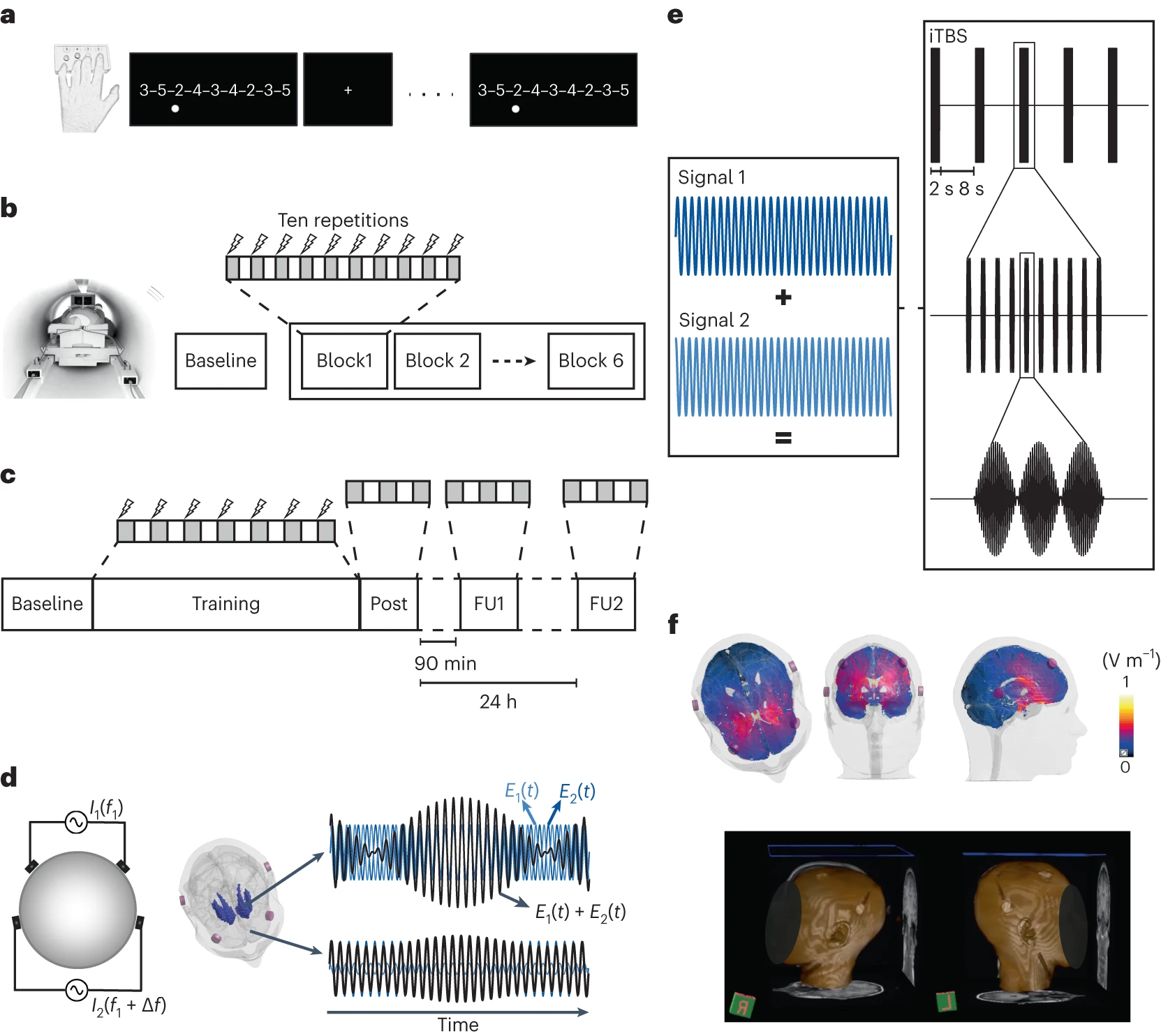
Экспериментальная установка для неинвазивной стимуляции полосатого тела человека тета-импульсами с целью повышения активности полосатого тела и обучения двигательным навыкам.

В целом, специалисты по поведенческой нейробиологии изучают различные нейронные и биологические процессы, лежащие в основе поведения, хотя их работа ограничена необходимостью использования животных, а не людей. В результате большая часть литературы по поведенческой нейронауке посвящена переживаниям и психическим процессам, которые являются общими для различных моделей животных, таких как:
- Ощущение и восприятие
- Мотивированное поведение (голод, жажда, секс)
- Контроль движения
- Обучение и память
- Сон и биологические ритмы
- Эмоция

Однако с ростом технической сложности и разработкой более точных неинвазивных методов, которые можно применять к людям, специалисты по поведенческой нейробиологии начинают вносить вклад в другие классические области психологии, философии и лингвистики, такие как:
- Язык
- Рассуждение и принятие решений
- Сознание

Поведенческая нейронаука также внесла большой вклад в понимание расстройств, включая те, которые относятся к сфере клинической психологии и биологической психопатологии (также известной как аномальная психология). Хотя не существует моделей на животных для всех психических заболеваний, эта область внесла важный вклад в терапевтические данные по целому ряду состояний, включая:
- Болезнь Паркинсона — дегенеративное заболевание центральной нервной системы, которое часто нарушает двигательные навыки и речь.
- Болезнь Гентингтона — редкое наследственное неврологическое заболевание, наиболее очевидными симптомами которого являются аномальные движения тела и нарушение координации.
- Болезнь Альцгеймера — нейродегенеративное заболевание, которое в наиболее распространенной форме встречается у людей старше 65 лет и характеризуется прогрессирующим ухудшением когнитивных функций, снижением повседневной активности, а также нейропсихиатрическими симптомами или изменениями в поведении.
- Клиническая депрессия — распространенное психическое расстройство, характеризующееся стойким снижением настроения, потерей интереса к привычным занятиям и снижением способности испытывать удовольствие.
- Шизофрения — психиатрический диагноз, описывающий психическое заболевание, характеризующееся нарушениями восприятия или выражения реальности, чаще всего проявляющееся в виде слуховых галлюцинаций, параноидального или причудливого бреда или дезорганизованной речи и мышления в контексте значительной социальной или профессиональной дисфункции.
- Аутизм — нарушение развития мозга, которое нарушает социальное взаимодействие и коммуникацию и вызывает ограниченное и повторяющееся поведение, которое начинается до достижения ребенком трехлетнего возраста.
- Тревожность — физиологическое состояние, характеризующееся когнитивными, соматическими, эмоциональными и поведенческими компонентами. Сочетание этих компонентов создает чувства, которые обычно распознаются как страх, опасения или беспокойство.
- Наркомания, включая алкоголизм .

## Награды
Лауреаты Нобелевской премии
Перечисленных ниже лауреатов Нобелевской премии можно с полным основанием считать поведенческими нейробиологами или нейробиологами. (В этом списке не указаны лауреаты, которые были почти исключительно нейроанатомами или нейрофизиологами)
- Charles Sherrington (1932)
- Edgar Adrian (1932)
- Walter Hess (1949)
- Egas Moniz (1949)
- Georg von Békésy (1961)
- George Wald (1967)
- Ragnar Granit (1967)
- Konrad Lorenz (1973)
- Niko Tinbergen (1973)
- Karl von Frisch (1973)
- Roger W. Sperry (1981)
- David H. Hubel (1981)
- Torsten N. Wiesel (1981)
- Eric R. Kandel (2000)
- Arvid Carlsson (2000)
- Richard Axel (2004)
- Linda B. Buck (2004)
- John O'Keefe (2014)
- Edvard Moser (2014)
- May-Britt Moser (2014)

Премия Кавли в области нейронауки
- Энн Грейбиел (1942)
- Корнелия Баргманн (1961)
- Винфрид Денк (1957)